# 花野井くんと恋の病
『花野井くんと恋の病』（はなのいくんとこいのやまい）は、森野萌による日本の漫画作品。『デザート』（講談社）にて、2018年2月号から2025年9月号まで連載された。2020年10月、第2話の内容のボイスコミックが制作された。2020年10月27日より『コミックDAYS』（同社）でも配信されている。2025年7月時点で累計部数は540万部を突破している。
2024年4月から6月までテレビアニメが放送された。

## あらすじ
高校1年生の日生ほたるは花野井くんがカフェで女性と別れ話をしていたところを友達のきょーちゃんと共に目撃する。その後、雪の中椅子に座る花野井に傘を差し出したことがきっかけで告白され、お試しで付き合うことに。お互いのしたいことを叶える「したいことノート」を作り、初めて手を繋いだ。クリスマスイブや初詣などイベントを終え、映画デートの帰りにほたるは恋を知るのだった。
高校1年の3学期、週に3回本屋でアルバイトを始めたほたる。しばらくして、アルバイト先で小学時代に友達だった八尾と再会する。お試し交際から本当に付き合い始めたほたると花野井くんは徐々に距離を縮めていく。

## 登場人物
声の項は特記のない場合、テレビアニメ版の声優。

### 主要人物
日生 ほたる（ひなせ ほたる）
声 - 花澤香菜 / 市ノ瀬加那（ボイスコミック）
柚木崎高校1年生。誕生日は12月24日。花野井くんに出会うまで恋する気持ちを知らなかった。
家族から貰った星形のピンを大事にしている。食べることが好きで、世界中の食べ物を制覇するのが夢。
付き合う方針を話し合おうとしたりと真面目。イレギュラーなことに弱い。
小学生のころ、友達を傷つけてしまったことがトラウマになっている。髪は短い方がシャンプーが楽だと考えているが、過去の出来事がきっかけで髪を伸ばせない。
運動音痴で、スケートリンクで大コケしたことがある。
花野井くんに見せるまでウインクをしたことがなく、上手く出来ない。
怖い映画が苦手。
体が丈夫で病欠したことがないのが自慢。身長を伸ばしたいと思っている。
花野井 颯生（はなのい さき）
声 - 小林千晃、峯田茉優（小学生） / 内山昂輝（ボイスコミック）
ほたるの隣のクラスのイケメン。きょーちゃん曰く「頭も顔も偏差値80超え」。実際の偏差値は80もないが、中学時代は勉強をしていた。勉強を教えるのが上手。過去に外国に行きたくて勉強を頑張ったため、英語が得意。
医学部合格判定テストは常にAクラスをキープしている。東大以外を視野に入れていない。
誕生日は4月6日。
相手に合わせたり、「最終的に同じ墓に入れたら幸せ」と考えたり、ほたるには見せなかったもののノートに「君を僕だけのものにしたい」と書き込んだりと、愛が重い。「大切な人はたった一人でいい」と考えている。
両耳にピアスをつけている。普段はコンタクトをしている。
本が好きで、何でも読む。部屋には本が多い。誕生日にほたるにプレゼントされてからブックカバーを使うようになった。
ほたるを待つ時は本を読んでいる。待ち合わせで待たれたことがなかったため、ほたるが先に待っていた時は喜んでいた。
両親は医者で海外にいることが多く、週末に祖母が様子を見に来る時以外は家でひとりで過ごしている。家はマンション。
ほたるからの初めてのプレゼントはクリスマスにあげた子供用のマフラー。
小学生の頃は身長が低く、知らない人に話しかけられない子供だった。小学校の途中で転校した。
お菓子作りをしたことがなく、バレンタインの際に初めて作ろうとして失敗した。
食に無頓着で、食パンを冷凍のまま食べるところを祖母が目撃した。
ほたると付き合う前、アルバイトをしていた経験がある。
中学時代は寮で生活し、体力をつけるために陸上部で長距離走をしていた。

### ほたると花野井くんの同級生
八尾 創平（やお そうへい）
声 - 木村良平、松岡美里（小学生）
水浦西高校に通っている。
ほたると同じ小学校に通っていたが、学区が違ったため中学は別だった。小学生時代は同じクラスで、ほたるのことを「ほたこ」と呼んでいた。
小学生時代は女子にモテた。手作りのもので腹を壊したことがあるため、バレンタインチョコは既製品がいいと考えている。
「ホタル」という名前のメスの犬を飼っている。弟と妹がいる。
浅海 響（あさみ ひびき） / きょーちゃん
声 - 久保ユリカ
ほたるの友達。誕生日は春休み中。圭悟と付き合っている。
ほたると同じ中学出身で、中学2年の時に知り合った。小学校は別。
勉強が出来ない。昔噛まれたことがトラウマで、犬が大の苦手。オシャレが好き。
恋に一直線なタイプで、しばむーと共にほたるに恋愛のアドバイスをしている。
高校1年の時はほたると同じクラスだったが、2年になり別になった。
倉田 圭悟（くらた けいご）
声 - 逢坂良太
きょーちゃんの彼氏。きょーちゃんからは圭ちゃんと呼ばれている。
花野井くんと同じクラス。バスケ部所属で、1年の時からレギュラーになったため、先輩との関係は微妙。ほたると同じ中学出身。
空気をあえて読まない性格。
きょーちゃんに告白され、キスをした時に好きだと自覚したため、ほたるに「顔を近づけたら好きかわかる」とアドバイスをした。
大きいゴールデンレトリバーを飼っている。タピオカが苦手。
柴村 月葉（しばむら つきは） / しばむー
声 - 坂本真綾
ほたるの友達。剣道部所属。高校1年の時も2年の時もほたると同じクラス。
男前で女子から人気があるタイプ。
ゲンさん、カズマ、よっちん
花野井くんと同じクラスの男子。花野井くんや圭悟と共に球技大会に向けてバスケの練習をした。
のんちゃん
声 - 高野麻里佳
ほたるの小学時代の友達。八尾のことが好きだったため、ほたるに協力を頼んだ。
まりか
声 - 結川あさき
八尾と同じ高校に通っている。八尾のことが好きで、アルバイト先の本屋に押しかけた。
千村 唯（ゆい）
声 - 山根綺
花野井くんの元彼女。カフェで花野井くんに水をかけた。花野井くんとは同じ中学だったが、付き合ったのは高校生になってから。

### ほたるのアルバイト関係者
里村 紗都美（さとむら さとみ）
声 - 鈴代紗弓
ほたるのアルバイトの先輩。19歳。国立大学文学部1年生で、広島県出身。
ほたるのアルバイト初日、レジを褒めた。
人気アイドル「VERSUS」の尊彦（たかひこ）を推しており、彼に似た花野井くんを紹介して欲しいとほたるに頼んだ。小学生の時に尊彦に恋をし、遠征費がかかるため、大学から上京した。サークルには入っていない。
推しが結婚すると知り、本気で落ち込むが、応援を続けると決意した。
黒江（くろえ）
声 - 興津和幸
ほたるのアルバイト先の本屋の社員で主任。厳しい。花野井くんが本屋で働き始める前から常連客として認識していた。読書家。ほたるの姉のアルバイト先の常連客。

### その他
かがり
声 - 小松未可子
ほたるの姉。昔から恋愛に興味がなく、彼氏がいたことがないが、ほたるの恋愛相談に乗っている。
サークルに入っている。高校時代、アルバイトをしていた。
ともり
声 - 日高里菜
ほたるの妹。スケート教室に通っており、毎年クリスマスイブに発表会があるので家族で応援に行く。
ギンジ
声 - 内田直哉
花野井くんの友達だった老人。小学時代、中学時代と悩む花野井くんにアドバイスをしていた。自由人。
穂積 梢一郎（ほづみ しょういちろう）
声 - 緑川光
ほたるが高校2年の時の担任。剣道部の顧問。車通勤。

## 受賞歴
- 2018年 - 「第9回ananマンガ大賞」で準大賞に選ばれた[10]。
- 2019年 - 「全国書店員が選んだおすすめコミック2019」では一般部門10位に選ばれた[11]。
- 2020年 - 第44回講談社漫画賞少女部門にノミネート[12]。
- 2021年 - 第45回講談社漫画賞少女部門にもノミネートされ[13][14]受賞[15]。

## 書誌情報
- 森野萌『花野井くんと恋の病』 講談社〈講談社コミックス デザート〉、既刊17巻（2025年5月13日現在）
  1. 2018年5月11日発売[16][17]、ISBN 978-4-06-511469-8
  2. 2018年10月12日発売[18]、ISBN 978-4-06-513177-0
  3. 2019年3月13日発売[19][20]、ISBN 978-4-06-514830-3
  4. 2019年8月9日発売[21][22]、ISBN 978-4-06-516716-8
  5. 2020年1月10日発売[23][24][25]、ISBN 978-4-06-518226-0 / ISBN 978-4-06-518460-8（限定版）
  6. 2020年6月11日発売[26]、ISBN 978-4-06-519762-2
  7. 2020年11月13日発売[27][28]、ISBN 978-4-06-521527-2 / ISBN 978-4-06-521528-9（特装版）
  8. 2021年4月13日発売[29]、ISBN 978-4-06-522817-3
  9. 2021年9月13日発売[30]、ISBN 978-4-06-524677-1
  10. 2022年3月11日発売[31][32]、ISBN 978-4-06-527101-8 / ISBN 978-4-06-527019-6（特装版）
  11. 2022年8月12日発売[33]、ISBN 978-4-06-528819-1
  12. 2023年1月13日発売[34]、ISBN 978-4-06-530401-3
  13. 2023年6月13日発売[35]、ISBN 978-4-06-531936-9
  14. 2023年11月13日発売[36]、ISBN 978-4-06-533724-0
  15. 2024年4月12日発売[37]、ISBN 978-4-06-535287-8
  16. 2024年11月13日発売[38]、ISBN 978-4-06-537656-0
  17. 2025年5月13日発売[39]、ISBN 978-4-06-539497-7

## テレビアニメ
2024年4月から6月までTBS系列にて放送された。

### スタッフ
- 原作 - 森野萌[7]
- 監督 - 牧野友映[7]
- シリーズ構成・脚本 - 雨宮ひとみ[7]
- キャラクターデザイン - 佐藤秋子[7]
- プロップデザイン - 樋口アン里、中島瑛介
- 美術監督 - 中尾陽子[7]
- 美術設定 - 赤塚美歌、田中志乃、小野寺里恵
- 色彩設計 - 江本七海[7]、持田克実[7]、川上善美[7]
- 撮影監督 - 丹羽拓也[7]
- 編集 - 新居和弘[7]
- CGプロデューサー - 須田章太郎
- 音響監督 - 大寺文彦[7]
- 音楽 - yamazo[7]
- プロデューサー - 松本拓也、塩谷佳之、田中潤一朗、黒須信彦
- プロデュース - グッドスマイルフィルム、兼光一博
- アニメーションプロデューサー - 会川慎悟、櫻井涼介
- アニメーション制作 - イーストフィッシュスタジオ[7]
- 製作 - 「花野井くんと恋の病」製作委員会

### 主題歌
「君のせい」
Sexy Zoneによるオープニングテーマ。作詞はnozomi*、作曲はToshiya HosokawaとFunk UchinoとGigiとSILLY TEMBA、編曲はToshiya HosokawaとSILLY TEMBA。
「エヴリー・セカンド（ジャパニーズ・ヴァージョン）」
ミイナ・オカベによるエンディングテーマ。作詞・作曲はMads KochとMina OkabeとNick Madsen、編曲はNick Madsen、日本語詞はKanata Okajima。

### 各話リスト
| 話数   | サブタイトル         | 絵コンテ            | 演出              | 作画監督 | 総作画監督  | 初放送日      |
| ------ | -------------------- | ------------------- | ----------------- | --- | ----------- | ------------- |
| 第1話  | はじめまして         | 牧野友映            | 牧野友映          | 中島瑛介 岡本恵里香 しまだひであき ふたふさ 柄谷綾子 権五驥 王夢霊 郭婷 龍光 明光 慧敏                                          | 佐藤秋子    | 2024年 4月4日 |
| 第2話  | 初めての彼氏         | 海野なまこ          | 粟井重紀          | 中島瑛介 荊丹燚 はっとりますみ 二宮奈那子 宮本武史 笠野充志 范一航 明光                                                         | 阿部恒 慧敏 | 4月12日       |
| 第3話  | 初めてのクリスマス   | いそわゆり 康本緑   | 薮内悠            | 佐々木幸恵 飯飼一幸 服部憲知 南伸一郎 齊藤かおり 柳考相 星月動画 Studio EverGreen Revival 中島瑛介                              | 髙野菜央    | 4月18日       |
| 第4話  | 初めての初詣         | 海野なまこ          | 白石道太          | 中村与史子 遠藤省二 木下由美子 冯永旭 江湧 拾月動画 STUDIO CL 南伸一郎 桜井このみ 中島瑛介 世欣东方文化传媒                     | 阿部恒      | 4月25日       |
| 第5話  | 初めてのデート       | 藍崎灯              | 粟井重紀          | 中島瑛介 宮本武史 はっとりますみ 范一航 明光 鑫月 寧波麦冬動画 郭婷 光の園・アニメーション                                      | 慧敏        | 5月2日        |
| 第6話  | 初めてのバレンタイン | 馬崎崇              | 薮内悠            | 酒井KEI 飯飼一幸 松下純子 柳考相 中村与史子 南伸一郎 齊藤かおり 丸英男 金田栄二 スタジオエバーグリーン 星月動画 荆丹燚 中島瑛介 | 慧敏        | 5月9日        |
| 第7話  | 初めての告白         | いそわゆり          | 森下葉子          | 徳倉栄一 勝田孝 大西陽一 片岡恵美子 Revival Rad Plus                                                                            | 髙野菜央    | 5月16日       |
| 第8話  | 初めてのペット       | 海野なまこ          | 大河原晴男        | 中村与史子 遠藤省二 南伸一郎 桜井このみ 中島瑛介 李眞仙 荆丹燚                                                                  | 阿部恒      | 5月23日       |
| 第9話  | 初めての誕生日       | いそわゆり          | 白石道太          | 谷口繁則 半扇門 世欣东方文化传媒                                                                                                | 慧敏        | 5月30日       |
| 第10話 | 初めての2年生        | いそわゆり          | 上原秀明          | 宮本武史 寧波麦冬動画 世欣东方文化传媒                                                                                          | 阿部恒      | 6月6日        |
| 第11話 | 初めての学校探検     | いそわゆり 牧野友映 | 粟井重紀 牧野友映 | 宮本武史 ヒツチセイ 荊丹燚 寧波麦冬動画 世欣东方文化传媒                                                                        | 慧敏        | 6月14日       |
| 第12話 | 初めての恋           | 牧野友映            | 牧野友映          | 中島瑛介 樋口アン里 荊丹燚 村松尚雄 片岡恵美子 外山陽介 慧敏 阿部恒 劉暁宇 宋昱                                                 | 髙野菜央    | 6月20日       |

### 放送局
| 放送期間               | 放送時間               | 放送局                              | 対象地域 | 備考     |
| ---------------------- | ---------------------- | ----------------------------------- | -------- | -------- |
| 2024年4月4日 - 6月20日 | 木曜 23:56 - 金曜 0:26 | TBSテレビ（製作参加）ほか系列全28局 | 日本国内 | 字幕放送 |

| 配信開始日    | 配信時間                     | 配信サイト |
| ------------- | ---------------------------- | --- |
| 2024年4月5日  | 金曜 0:26（木曜深夜） 更新   | Netflix |
|               | 金曜 0:56 - 1:26（木曜深夜） | ABEMA |
|               | 金曜 1:26（木曜深夜） 更新   | ABEMAビデオ（ABEMAプレミアム） |
| 2024年4月10日 | 水曜 0:30（火曜深夜） 更新   | dアニメストア U-NEXT アニメ放題 DMM TV Amazonビデオ FOD バンダイチャンネル Hulu Lemino ニコニコチャンネル [ 46 ] TBS FREE TVer ビデオマーケット カンテレドーガ music.jp クランクイン!ビデオ |
|               | 水曜 12:00 更新              | HAPPY!動画 |
|               | 水曜 21:30 - 22:00           | ニコニコ生放送 |
| 2024年4月11日 | 木曜 0:00（水曜深夜） 更新   | TELASA J:COM STREAM 見放題 auスマートパスプレミアム milplus |
| 2024年4月24日 | 水曜 0:30（火曜深夜） 更新   | アニメタイムズ |

### BD
| 巻 | 発売日        | 収録話         | 規格品番  |
| -- | ------------- | -------------- | --------- |
| 1  | 2024年7月31日 | 第1話 - 第4話  | DMPXA-382 |
| 2  | 2024年8月21日 | 第5話 - 第8話  | DMPXA-383 |
| 3  | 2024年9月25日 | 第9話 - 第12話 | DMPXA-384 |

### WEBラジオ
日生ほたる役の花澤香菜が担当している文化放送のラジオ番組「花澤香菜のひとりでできるかな?」とのコラボ企画として、2024年4月10日より6月19日まで超!A&G+にて「花澤香菜の“これって花野井くんかな？”」の配信を行っていた。時間は隔週水曜19:30 - 20:00。翌週水曜同時間にリピート配信された他、 DMM pictures公式YouTubeチャンネルにもアーカイブ配信された。
| TBS系列 木曜 23:56 - 金曜 0:26                         | TBS系列 木曜 23:56 - 金曜 0:26                | TBS系列 木曜 23:56 - 金曜 0:26                   |
| 前番組                                                 | 番組名                                        | 次番組                                           |
| ------------------------------------------------------ | --------------------------------------------- | ------------------------------------------------ |
| 勇気爆発バーンブレイバーン （2024年1月11日 - 3月28日） | 花野井くんと恋の病 （2024年4月4日 - 6月20日） | ラーメン赤猫（第1期） （2024年7月4日 - 9月19日） |